# 2. division
De 2. division is het derde niveau in het voetbalsysteem van Denemarken, na de Superliga en 1. division. 

## Competitieformat
Tot 1990 was de eerste divisie het tweede hoogste niveau in Denemarken, in 1991 ging de Superliga van start en werd de tweede divisie de derde klasse. In de periode 1991-1997 werd de competitie gesplitst in twee groepen (Oost en West) en werkte men met seizoenen van een half jaar, hierdoor waren er twee kampioenen in één jaar: een herfst- en lentekampioen. In 1997 schakelde men over van twee groepen naar één landelijke groep. Ook stopte men met de seizoenen van een half jaar, men schakelde over naar het 'normale' principe. 

### 2005-2015
Sinds 2005 werden de clubs wel weer regionaal verdeeld over twee groepen met elk zestien clubs. De kampioen van zowel de oostelijke als de westelijke afdeling promoveerde naar de 1. division. De drie laagst geklasseerde ploegen moesten afdalen naar de Deense series. Het seizoen 2014/15 was het laatste seizoen in dit competitieformat, daarom degradeerden er in 2015 extra veel ploegen naar de Deense series, namelijk de ploegen geëindigd op de plaatsen twaalf tot en met zestien.

### 2015-2018
In 2015 ging men verder met in totaal 24 clubs (in tegenstelling tot de 32 clubs in eerdere seizoenen). Men schakelde over naar drie groepen van acht teams. In het najaar speelde men veertien wedstrijden, tegen elke club thuis en uit. Vanaf november volgde een winterstop tot en met midden maart, hierna werden de clubs in twee verschillende groepen geloot, de top-4 uit de drie groepen streden mee in de promotiegroep. De onderste vier ploegen uit de drie groepen gingen naar de degradatiegroep, hier degradeerden de laatste twee. Het systeem met drie groepen werd echter maar voor drie seizoenen volgehouden. 

### 2018-2021
Vanaf 2018/19 speelt men terug met het tweegroepensysteem, men ging echter niet met zestien clubs in een groep spelen (zoals voor 2015/16) maar met twaalf, waardoor men nog net zoals de voorgaande seizoenen met 24 clubs in de tweede divisie telde. Na een reguliere competitie van 22 speelrondes gingen de bovenste zes ploegen spelen in een kampioensgroep (twaalf clubs in totaal) en de onderste zes in een degradatiegroep (twaalf clubs in totaal). Hier speelde men nog één keer tegen elkaar in elf speelrondes. Ook dit competitieformat hield slechts drie seizoenen stand.

### 2021-heden
Een nieuwe competitiehervorming werd in 2021 ingevoerd. Het aantal clubs werd opnieuw verminderd, nu van 24 naar twaalf clubs. Er werd één landelijke afdeling ingevoerd waarin een gehele competitie werd gespeeld in 22 speelrondes. Daarna spelen de bovenste zes in de kampioensgroep in nog eens tien speelrondes voor promotie, terwijl de laatste zes in de degradatiegroep in eveneens tien speelrondes tegen degradatie spelen naar de nieuwgevormde 3. division, ook een landelijk ingevulde competitie.  
Albanië ·
België (tot 2016 / vanaf 2016) · 
Bulgarije ·
Cyprus · 
Denemarken · 
Duitsland · 
Engeland · 
Estland · 
Finland · 
Frankrijk · 
Georgië · 
Gibraltar ·
Griekenland · 
Italië · 
Ierland · 
Kroatië · 
Luxemburg · 
Nederland · 
Noord-Ierland · 
Noord-Macedonië · 
Noorwegen · 
Oekraïne · 
Oostenrijk · 
Polen · 
Portugal · 
Roemenië · 
Rusland · 
Schotland · 
Servië · 
Slovenië · 
Slowakije · 
Spanje (tot 2021 / vanaf 2021) · 
Tsjechië (Moravië / Bohemen) ·
Turkije · 
Wales · 
Zweden · 
Zwitserland